# Pseudopentameris brachyphylla
Pseudopentameris brachyphylla là một loài thực vật có hoa trong họ Hòa thảo. Loài này được (Stapf) Conert miêu tả khoa học đầu tiên năm 1971.